# Сантьягу (аеропорт)
Міжнародний аеропорт імені Франсішку Мендеша — аеропорт, що розташовувався на острові Сантьягу в Кабо-Верде. Його було відкрито 1961 року та названо на честь африканського націоналіста та борця за незалежність Франсішку Мендеша. Був розташований за 2 кілометри на схід від центру Праї.
Наприкінці 2005 аеропорт було виведено з експлуатації, його замінив новий міжнародний аеропорт «Прая» імені Нельсона Мандели.